# Västanforsområdet

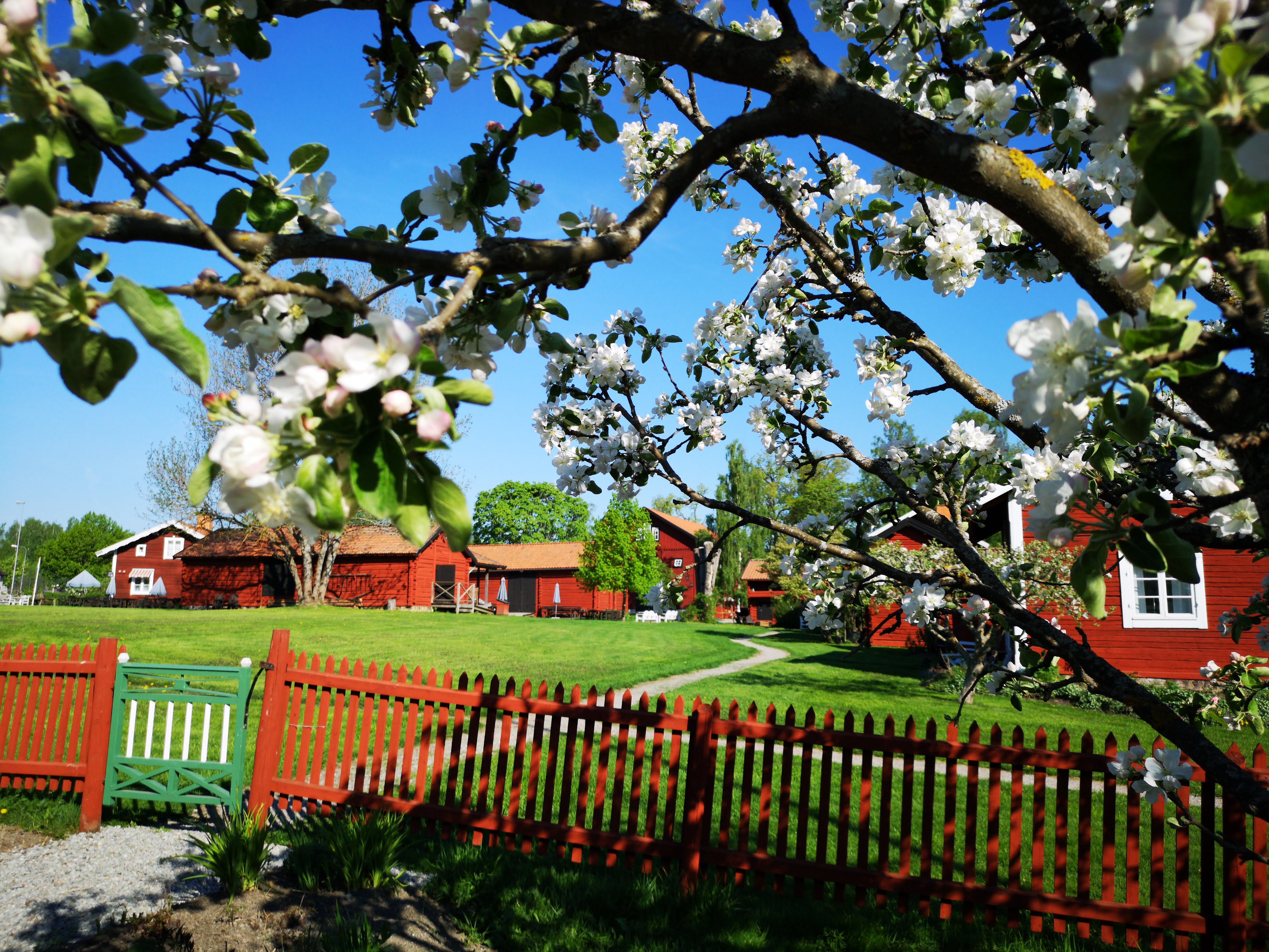
Västanfors Hembygdsgård i Fagersta under maj då äppelträdet vid Mor Stinas stuga står i blom.

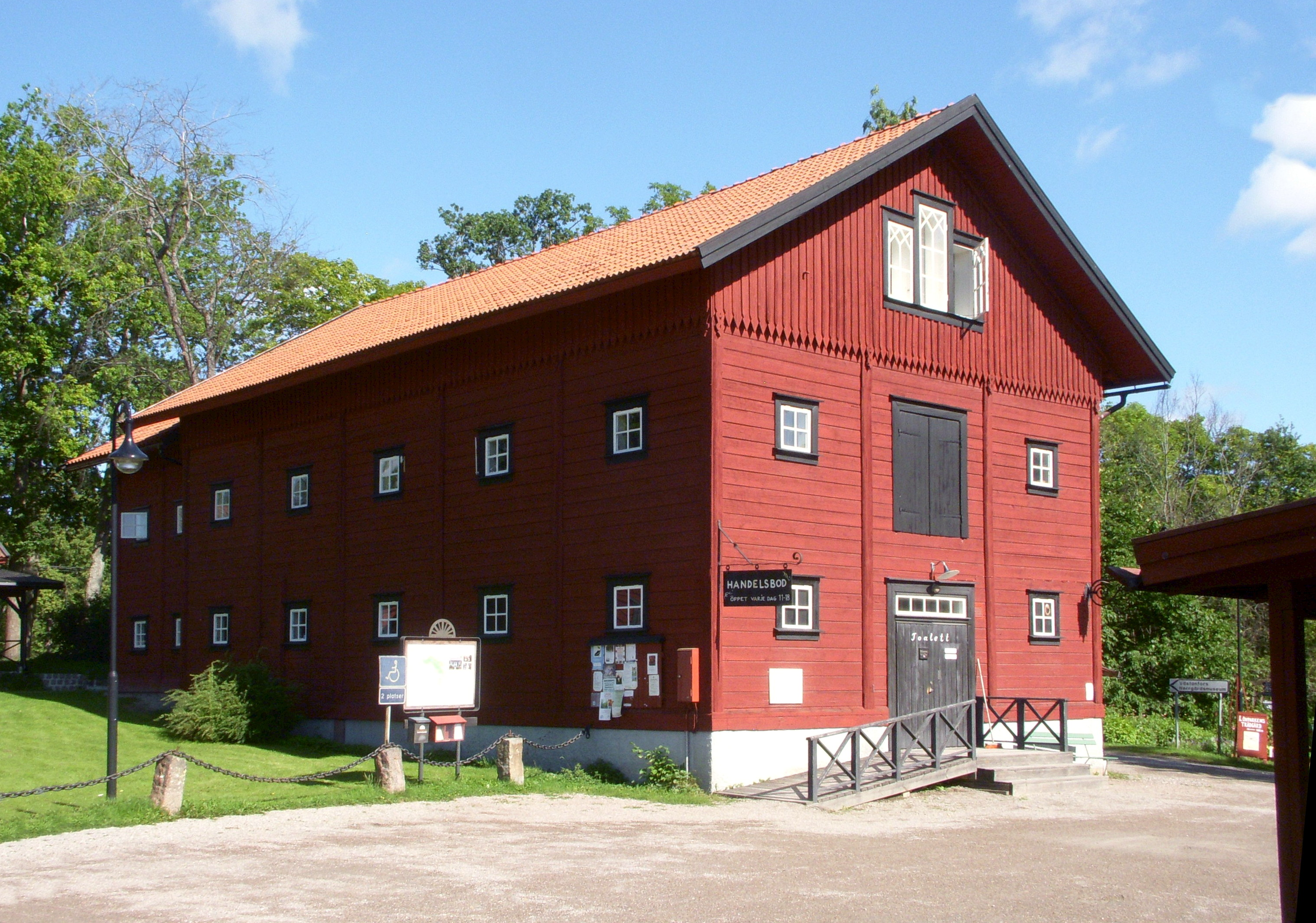
Sädesmagasinet vid Västanfors, 2013.

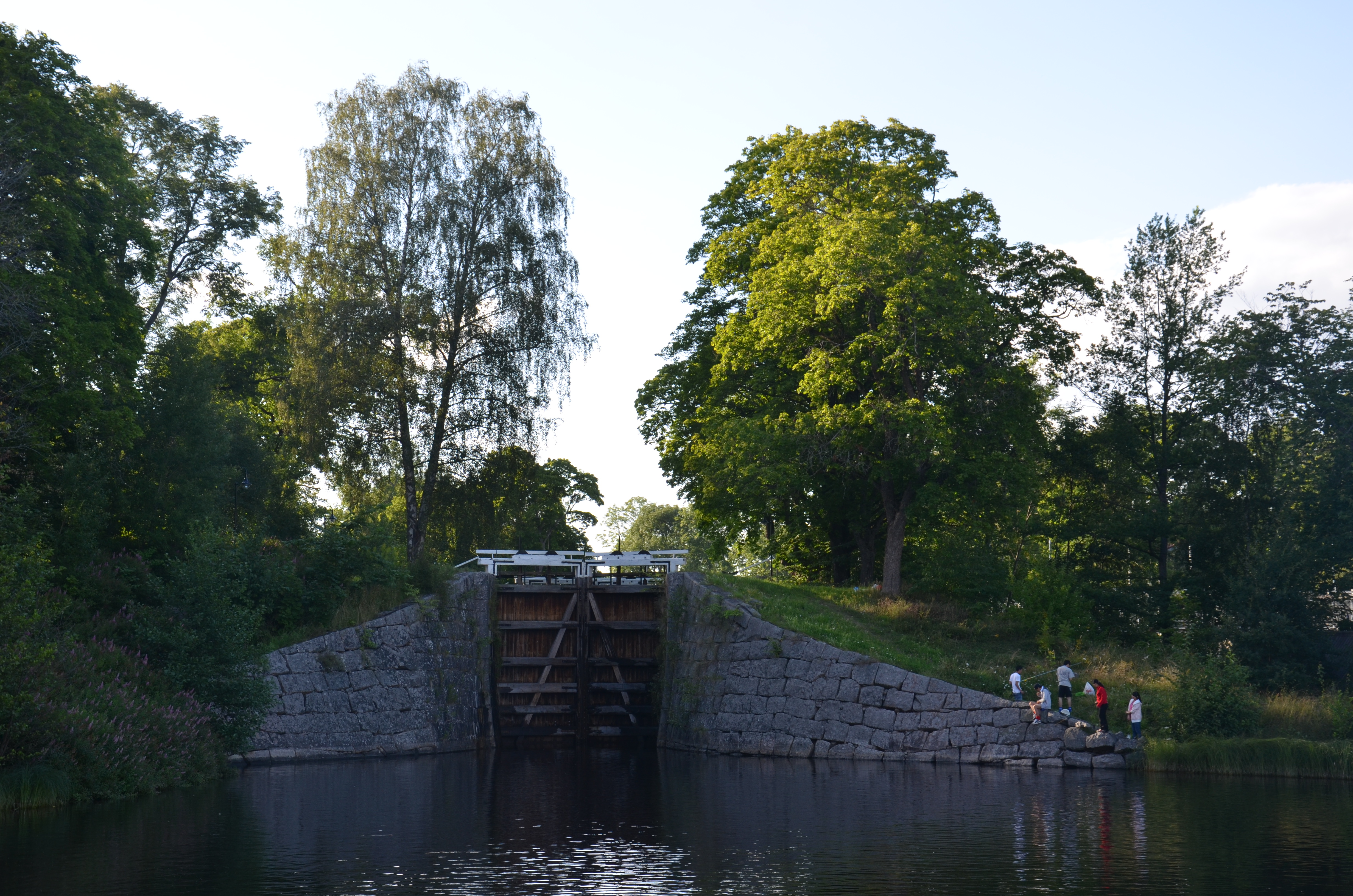
Kolbäcksån vid Västanfors sluss

Västanforsområdet är ett industri- och kulturhistoriskt område i Fagerstas stadsdel Västanfors, Fagersta kommun, Västmanlands län. Här vid Strömsholms kanal och Kolbäcksån finns bland annat en kanalsluss, hembygdsgård med flera historiska byggnader,  museum, herrgårdsflygel, kraftverk och dammar. Västanforsområdet är en del av Ekomuseum Bergslagen. 

## Historik

### Hytta, bruk och herrgården

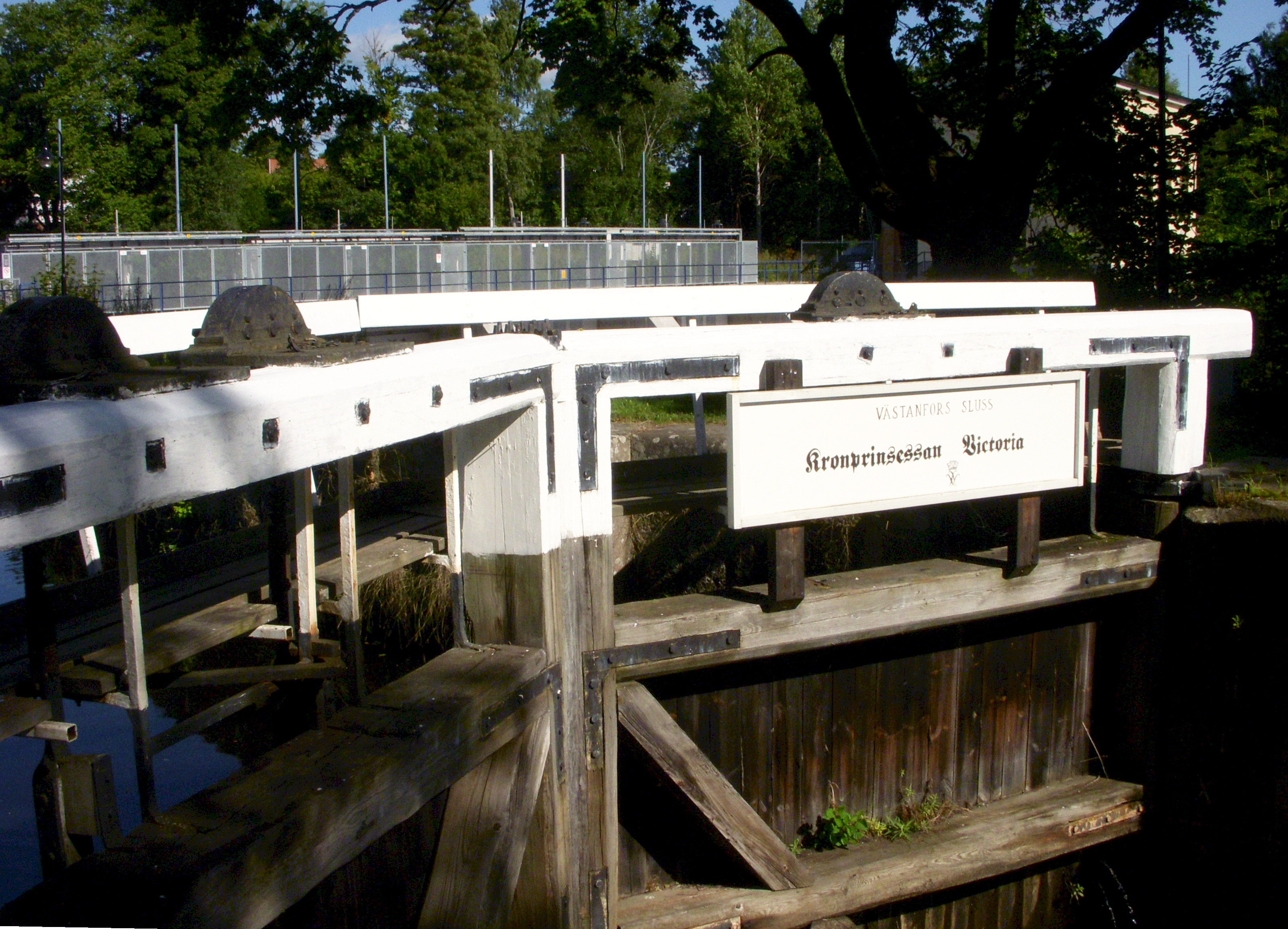
Västanfors sluss "Kronprinsessan Victoria".

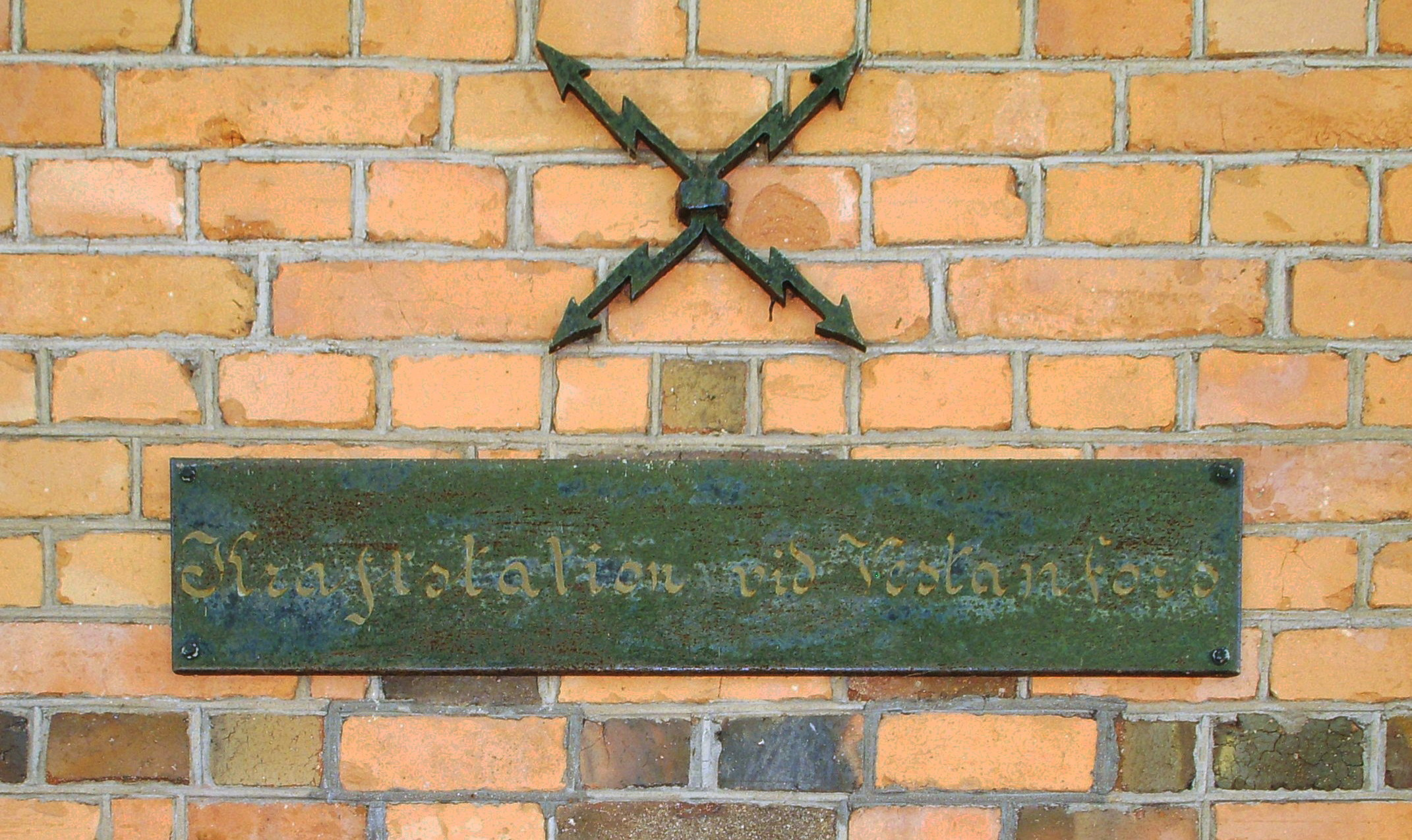
Västanfors gamla kraftstation.

Vid Kolbäcksån etablerade sig redan på sena medeltiden bergmansbyn Aspbenning (Aspebøning) som är ursprunget till dagens Västanfors. Västanfors bruk med Västanfors herrgård anlades 1611 på den västra stranden. Sedan 1600-talet har brukspatroner med anknytning till Västanfors hytta bott och verkat här. Hyttan revs i slutet av 1920-talet och då flyttades verksamheten till Fagersta Bruk. 
Västanfors herrgårds huvudbyggnad revs när Strömsholms kanal byggdes om i mitten av 1800-talet då kanalen drogs fram tvärs över tomten. Då uppfördes Västanfors sluss som har en lyfthöjd på cirka fem meter. Herrgårdens båda flygelbyggnader fick vara kvar på den västra sidan av forsen medan hyttan flyttades till östra sidan. År 1995 fyllde Strömsholms kanal 200 år och Kronprinsessan Victoria gav då slussen namnet Kronprinsessan Victoria.

### Västanfors kraftstation
Fagersta Bruk lät vid sekelskiftet 1900 anlägga en kraftstation vid forsens 5,2 meter höga fall. Anläggningen hade konstruerads av ingenjörsbyrån Qvist & Gjers i Arboga.  Verket uppfördes inför en utvidgning av bruksrörelsen i Fagersta, då elbehovet kraftigt ökade. Vattnet fördes via en kanal in till turbinsumpen, där två kraftturbiner gav en effekt av 175 hk vardera. De är vertikalt uppställda och kopplade till två kraftgeneratorer ovanför. Driften lades ned 1949 då en ny, större kraftstation uppfördes strax intill (Västanfors kraftstation). Den har en normalårsproduktion på 5,4 GWh och ägs idag av E.ON. Gamla stationens originalinredningen finns kvar. Enligt Riksantikvarieämbetet är det den bäst bevarade kraftstationen i sin kategori i Sverige och sedan år 2004 ett byggnadsminne.

### Området idag
Idag finns ett 20-tal byggnader med bland annat sädesmagasin som innehåller en handelsbod, slussvaktarstugan, hamnboden, kraftverk och Rune Lindströmmuseet, som hedrar skådespelaren Rune Lindström, född 1916 i Västanfors, samt Västanfors Fagersta hembygdsgård bestående av sju hus. På hembygdsgården finns en bergsmansgård, en enkelstuga i två våningar och ett soldattorp, som tillhört Aspbenning by. Från Hedkärra by kommer Mor Stinas stuga som är ett typiskt arbetarhem från sekelskiftet 1900. Till hembygdsgården hör även två loftbodar och två logar. Samlingen av hus utökades sommaren 2004 med en bagarstuga och 2005 med ett nyuppfört besökscentrum vid gästhamnen nedanför slussen.

## Bilder

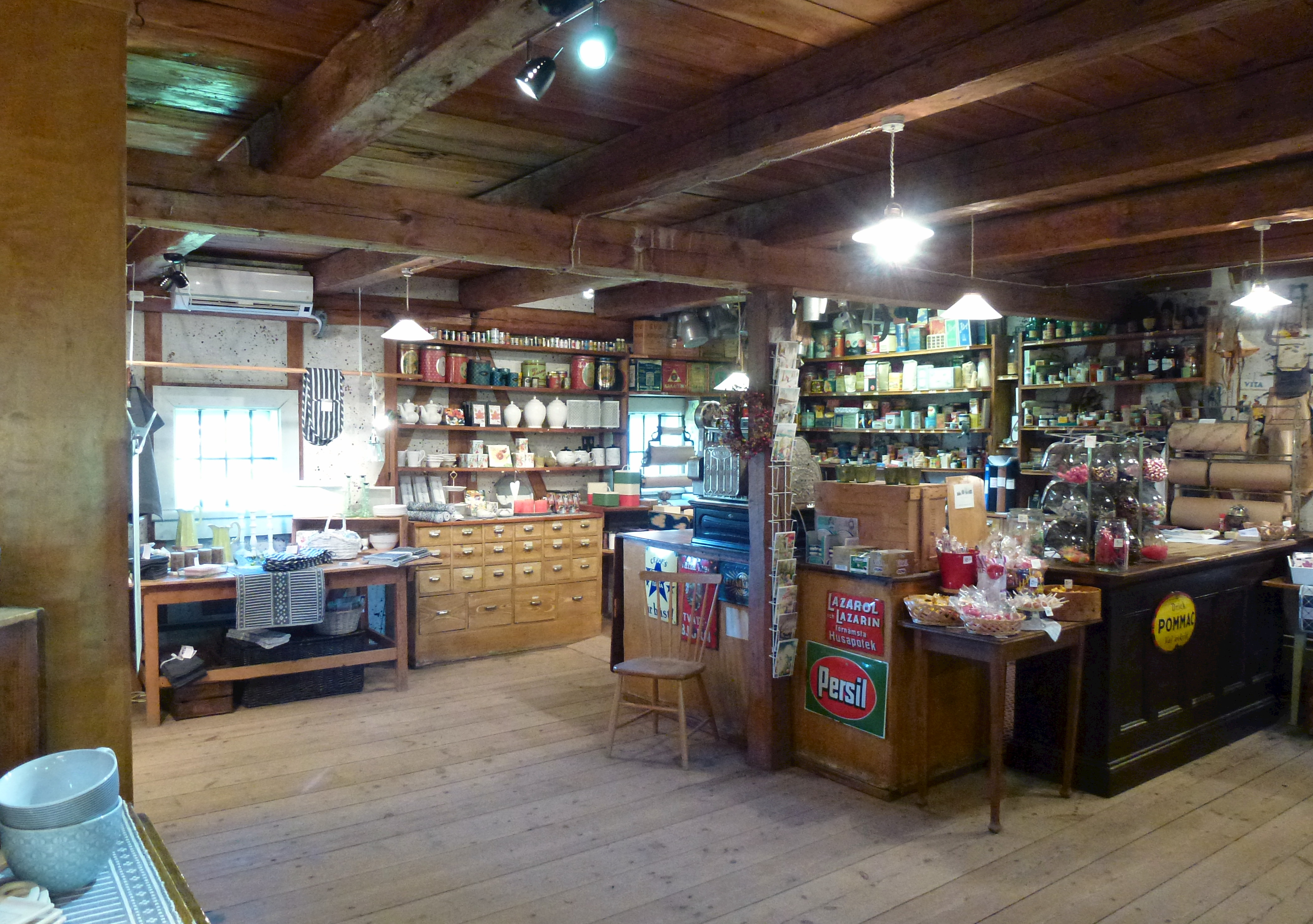
Handelsboden
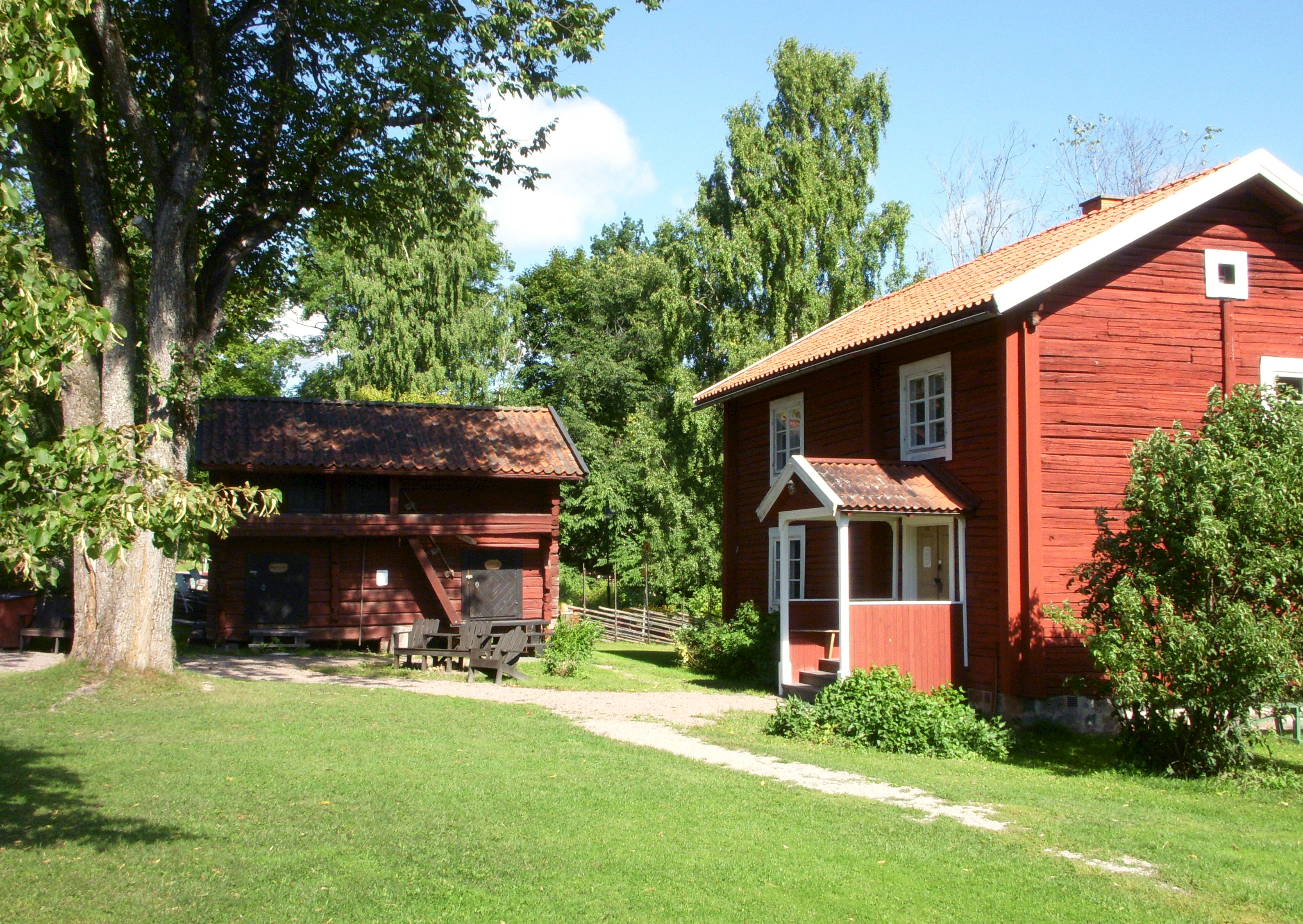
Hembygdsgården
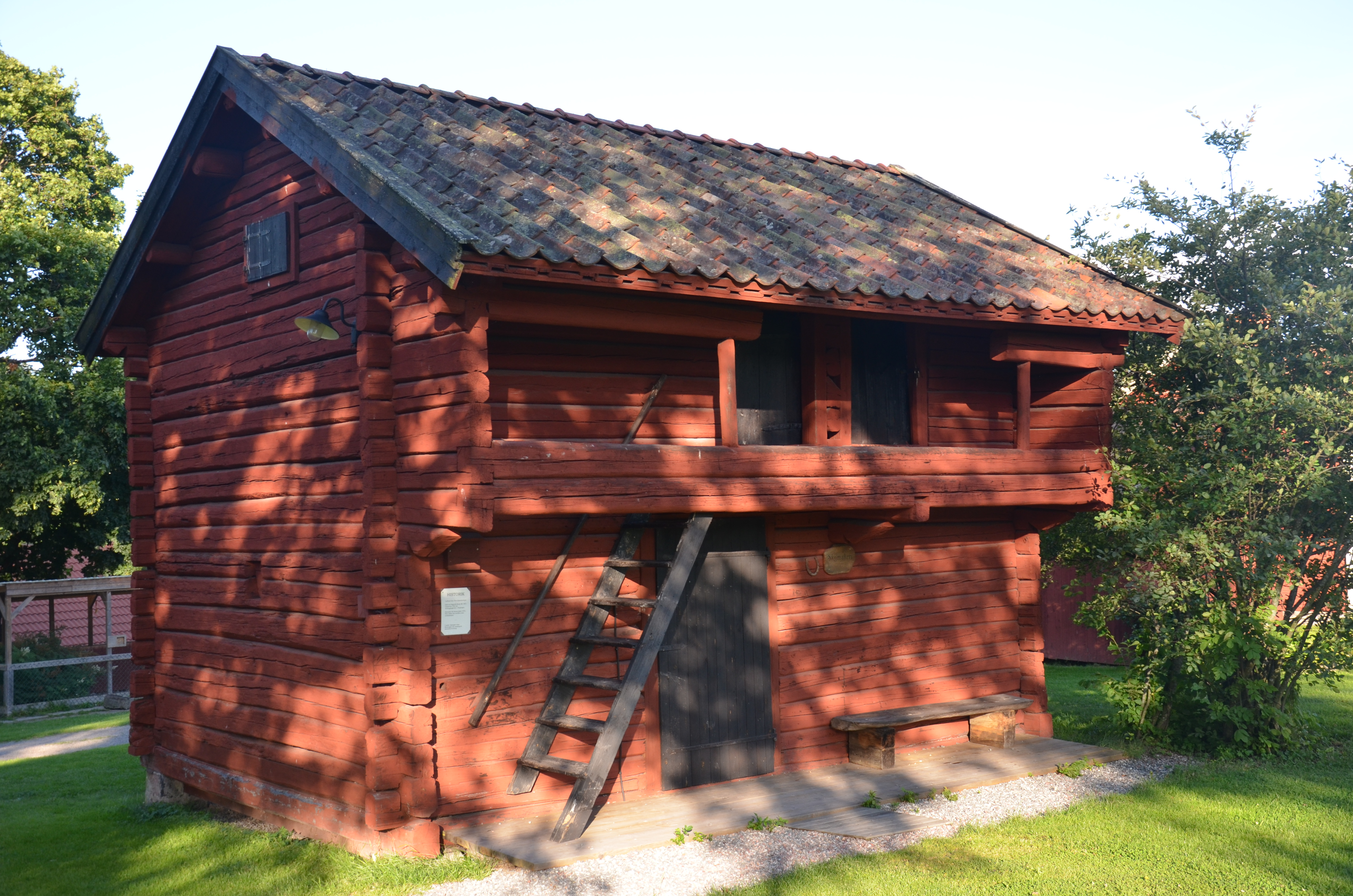
Loftbod från Övre Kolarbotorpet
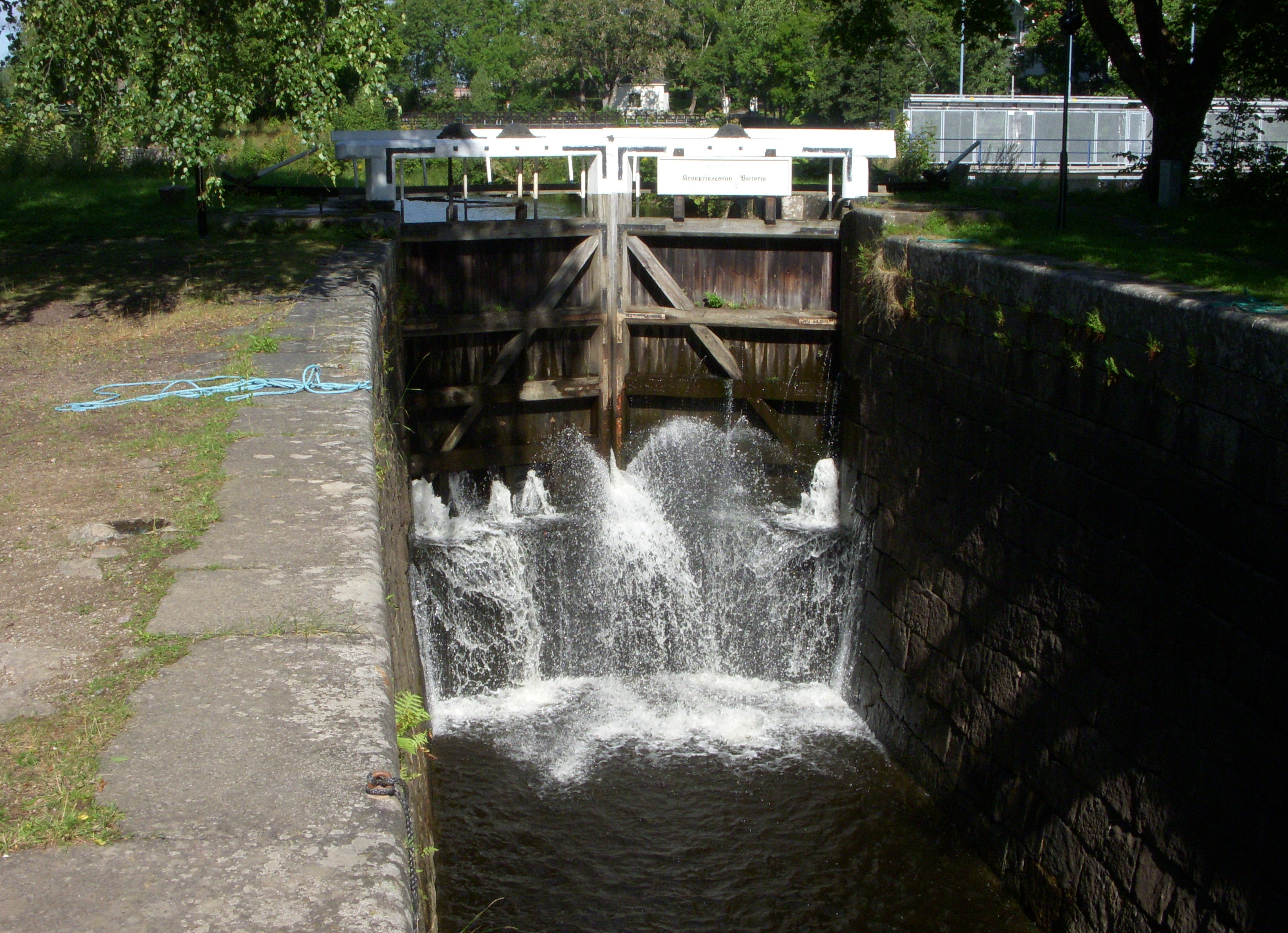
Västanfors sluss
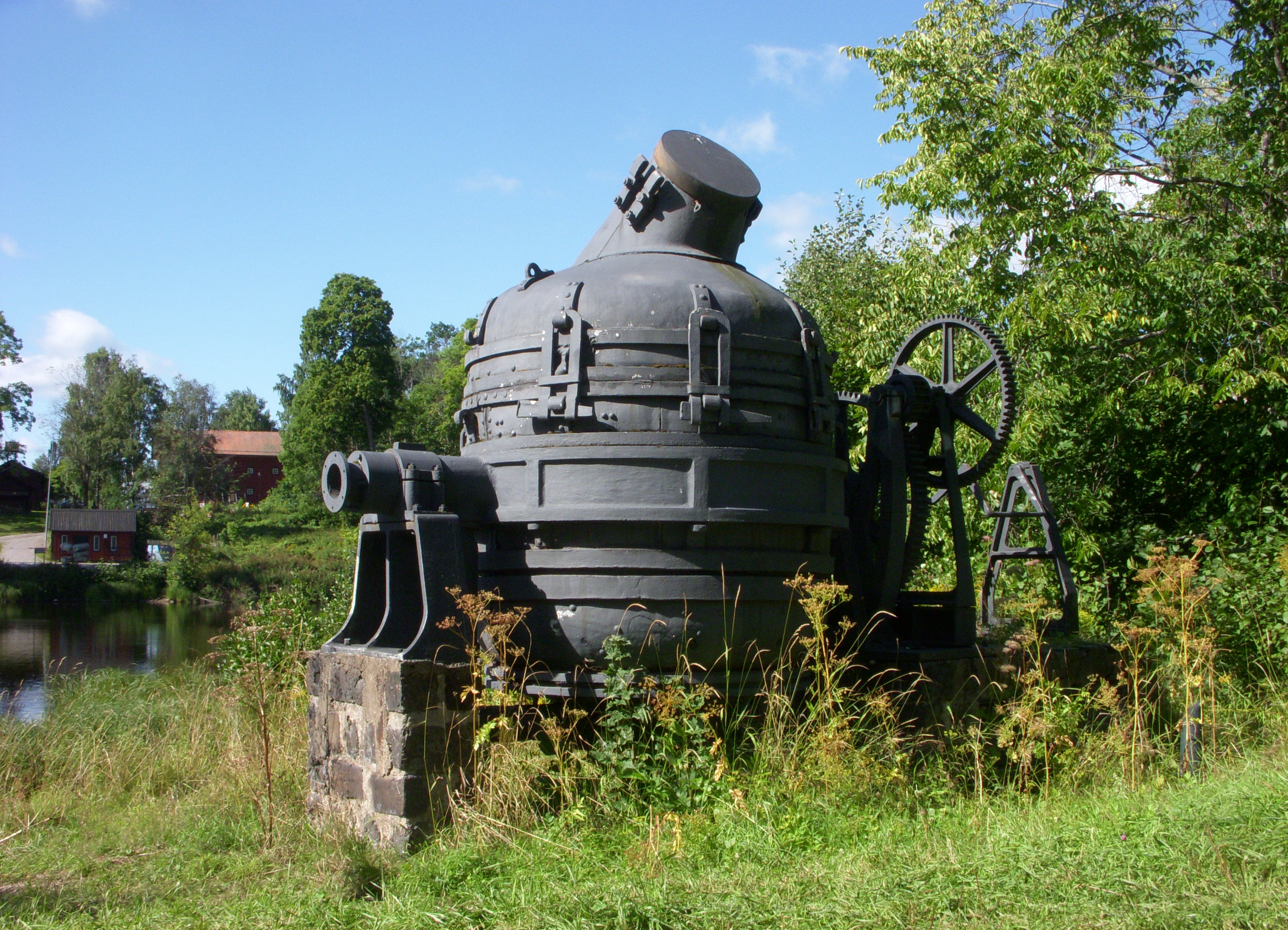
Bessemerkonverter